# Tiempo de la Cruz
Tiempo de la cruz es la primera grabación del cantautor colombiano de música cristiana Alex Campos junto a su banda Misión Vida, producida por los productores independientes Freud Romero y Esteban Machuca. Con un estilo predominado por el Rock, el ska y la balada, la grabación fue llevada a cabo en vivo desde el antiguo auditorio de la iglesia El Lugar de Su Presencia en Bogotá, Colombia.
Esta grabación se llevó a cabo en el año 1999 y se lanzó al mercado a finales de 1999, siendo uno de sus temas Me robaste el corazón, el cual es de los más aclamados por cristianos.
En 2021, Alex lanzaría una nueva versión de «Tiempo de la Cruz» con nuevos arreglos a cargo de Raniero Palm en las cuerdas, Aneudy Maysonet y otros músicos en los créditos.

## Lista de canciones
| N.º | Título                   | Duración |  |
| 1.  | «Allí está él»           | 6:37     |  |
| 2.  | «Su dulce voz»           | 6:01     |  |
| 3.  | «Mi vida»                | 5:06     |  |
| 4.  | «Nada más quien piensas» | 7:03     |  |
| 5.  | «Vuelve pronto»          | 6:02     |  |
| 6.  | «Me robaste el corazón»  | 9:42     |  |
| 7.  | «Tiempo de la cruz»      | 5.26     |  |
| 8.  | «Jesús»                  | 5:46     |  |
| 9.  | «Vendrá»                 | 4:16     |  |
| 10. | «Por siempre»            | 8:21     |  |